# 妹尾俊見
妹尾 俊見（せのお としみ、1943年 <昭和18年> 9月23日 - ）は、日本の政治家。自由民主党所属。福岡市議会議員 (7期)、同議長、同市監査委員を歴任。旭日中綬章受章。

## 来歴
福岡市議会議員となり、1999年福岡市議会議員選挙では同選挙区 (定数7) で4位再選。2003年福岡市議会議員選挙では中央区選挙区 (定数7) で5位再選。2005年6月 川上義之議長の後任として同市議会議長に就任。2007年福岡市議会議員選挙では同選挙区 (定数7) で3位再選。2007年5月川口浩を後任として議長退任。同月 福岡市監査委員就任。2011年福岡市議会議員選挙では同選挙区 (定数7) で2位再選 (7選)。 

## 栄典
2016年11月 平成28年秋の叙勲で旭日中綬章を受章